# Titanoptera
Titanoptera – wymarły takson owadów nowoskrzydłych, klasyfikowany jako podrząd prostoskrzydłych lub odrębny rząd w obrębie Polyneoptera. W zapisie kopalnym przedstawiciele są znani z permu i triasu. Ich skamieniałości odnajdywano na terenie Rosji, Kirgistanu i Australii.
Owady te osiągały do około 400 mm rozpiętości skrzydeł, których dwie pary składane były płasko nad odwłokiem. Przednia para u wielu gatunków miała dużych rozmiarów struktury służące strydulacji. Przypuszczalnie dźwięk powstawał przez pocieranie struktur obu skrzydeł o siebie. Głowę miały hipognatyczną, wyposażoną w długie żuwaczki. Przedplecze rozszerzone było bocznie ponad pleurytami. Odnóża miały pięcioczłonowe stopy, a tylna ich para nie nadawała się do wykonywania skoków. Przednią ich parę cechowały natomiast tęgie kolce na spodniej stronie goleni i ud, sugerujące jej chwytną funkcję. Budowa tych owadów wskazuje na ich drapieżny tryb życia.
Według Orthoptera Species File (2017) systematyka tej grupy przedstawia się następująco:
- nadrodzina: †Tcholmanvissioidea Zalessky, 1934
  - †Mesotitanidae Tillyard, 1925
  - †Tcholmanvissiidae Zalessky, 1934
- nadrodzina: †Tettoedischioidea Gorochov, 1987
  - †Tettoedischiidae Gorochov, 1987
- nadrodzina: incertae sedis
  - †Paratitanidae Sharov, 1968